# 15676 Almoisheev
15676 Almoisheev (tên chỉ định: 1978 TQ5) là một tiểu hành tinh vành đai chính. Nó được phát hiện bởi Lyudmila Chernykh ở Đài vật lý thiên văn Crimean gần Nauchnyj, Ukraine, ngày 8 tháng 10 năm 1978. Nó được đặt theo tên Alexandr Alexandrovich Moisheev, a Russian space observatory designer.